# Rogéville
Rogéville é uma comuna francesa na região administrativa de Grande Leste, no departamento de Meurthe-et-Moselle. Estende-se por uma área de 6,94 km². Em 2010 a comuna tinha 169 habitantes (densidade: 24,4 hab./km²).